# سونگیو-گویوک
سونگیو-گویوک (به لاتین: Songyo-guyok) بخشی در کشور کره شمالی است که در پیونگ‌یانگ واقع شده‌است.